# اغ بلاغ علیا
اغ بلاغ علیا یک روستا در ایران است که در دهستان ارشق مرکزی واقع شده‌است. اغ بلاغ علیا ۲۴ نفر جمعیت دارد.